# Chase Simon
Chase Edward Simon (nacido el 11 de marzo de 1989 en Detroit, Míchigan, Estados Unidos), es un jugador de baloncesto estadounidense que actualmente se encuentra sin equipo.

## Trayectoria
Simon es un alero anotador que puede jugar de '3' y de '2' formado en la Universidad de Central Michigan y la Universidad de Detroit, y que tiene experiencia en el baloncesto europeo, donde ha jugado en Grecia (Aris de Salónica), Lituania (Siauliai) y Polonia (Anwil Włocławek).
En agosto de 2015, se convirtió en fichaje del Bàsquet Manresa para la temporada 2015-16, donde llega tras promediar 16,8 puntos, 2,3 rebotes y 1,7 robos en su última temporada en Polonia, donde también ha militado en las filas del Siarka Jezioro Tarnobrzeg.
[actualizar]
El 17 de junio de 2020, firma con el JDA Dijon de la LNB Pro A francesa.